# Pseudepipona sinaitica
Pseudepipona sinaitica är en stekelart som beskrevs av Giordani Soika. Pseudepipona sinaitica ingår i släktet Pseudepipona och familjen Eumenidae. Inga underarter finns listade i Catalogue of Life.